# إبراهيم الخوري
إبراهيم الخوري (20 تموز (يوليو) 1936 - 28 تموز (يوليو) 2013) كان مخرجًا ومنتجًا لبنانيًا لشبكة تلفزيون لبنان من عام 1999 حتى وفاته.

## صباه
بدأ في تلفزيون لبنان عام 1959 مع ظهور التلفزيون اللبناني كمشرف على الاستوديو في التلفزيون الوطني اللبناني، وكان في الوقت نفسه منتجًا ومقدمًا لبرنامج منوعات على نفس القناة.

## حياته المهنية
منتجات مختارة:
أخرج الخوري النسخة العربية من فيلم أحدب نوتر دام للكاتب فيكتور هوغو «الأخرس» (عدد الحلَقات: 13) إلى جانب المسلسل التلفزيوني «عليا وعصام» (عدد الحلقات: 13) الذي أنتجه أيضا. أعاد صياغة رواية فرنسية كبيرة أخرى لتعرض على الشاشات اللبنانية والعربية، وهي الرواية الفرنسية كولومبا للكاتب بروسبر ميريميه التي حولها إلى مسلسل تلفزيوني لبناني يحمل الاسم نفسه (عدد الحلقات: 7).
كما أخرج الخوري وأنتج مسلسل «حنين في الليل» اللبناني الذي فاز بجائزتين لأفضل مخرج وأفضل تمثيل.
كما أخرج الغالبية العظمى من حلقات المسلسل اللبناني الشهير «أبو ملحم» الذي يعدّ بالنسبة للكثيرين أفضل إنتاج لبناني يتم عرضه على الشاشة؛ لكن لم تكن هذه هي مساهمته الوحيدة في الأفلام اللبنانية، فقد أخرج العديد من حلَقات المسلسل التلفزيوني «أبو سليم». 
إلى جانب المسلسلات التلفزيونية التي أخرجها وأنتجها الخوري، عمل أيضًا في العديد من البرامج التلفزيونية مثل البرنامَج التلفزيوني اللبناني الشهير «سهره مع الماضي» الذي قدمته ليلى رستم. والبرنامج التلفزيوني «بيروت في الليل».
تم إنتاج جميع المسلسلات والبرامج التلفزيونية السابقة وعرضها على قناة Télé Liban، التي القناة اللبنانية الوحيدة في ذلك الوقت.
بالإضافة عمله في Télé Liban كمنتج ومخرج بين 1959 و 1980، عمل الخوري أيضًا في القطاعات التالية:
- 1976-1984: كان الخوري مشرفا على برامج إذاعة صوت لبنان.
- 1984-1989: تولى رئاسة الإذاعة الوطنية اللبنانية.
- 1994-1999: عمل الخوري مستشارا في وزارة الإعلام للسمعيات والبصريات.
- 1999-2013: تم ترشيح الخوري لمنصب الرئيس التنفيذي الجديد [6] ورئيس [7] القناة اللبنانية الوطنية، [8] تلفزيون لبنان.
- 2003-2008: درّس الخوري العلوم السمعية والبصرية في جامعة بيروت العربية.

### الجوائز
في تشرين الثاني (نوفمبر) 2007، نال الخوري وسام الأرز الوطني الذي منحه إياه رئيس الجمهورية آنذاك الرئيس اللبناني إميل لحود.
تزوج الخوري من المذيعة التلفزيونية شارلوت وازن.